# Adolph Schramm

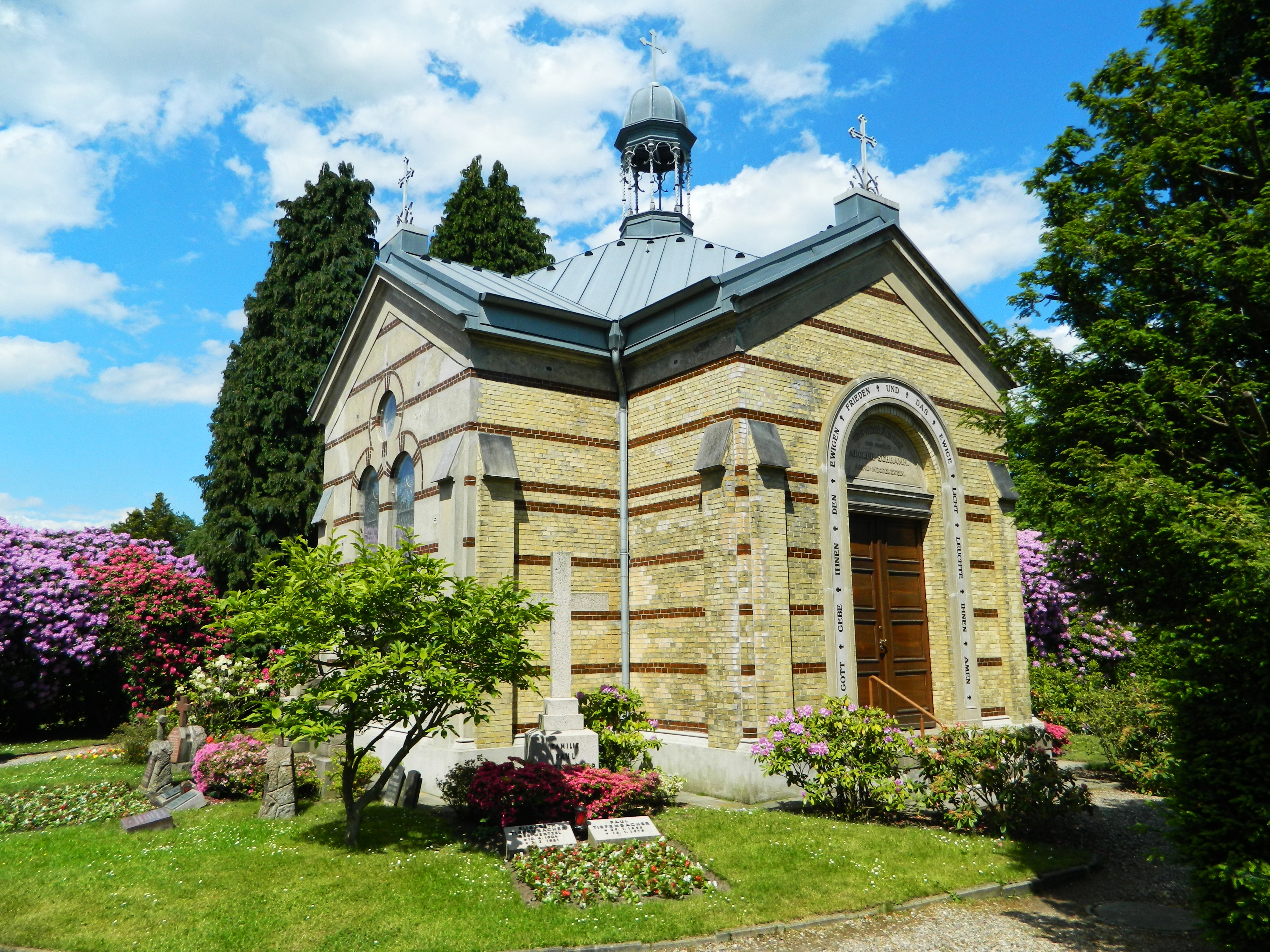
Grabkapelle der Familien Schramm und Tiefenbacher in Reinbek

Adolph Schramm (* 31. März 1805 in Hamburg; † 20. Oktober 1887 in Hamburg) war ein deutscher Kaufmann und Mäzen.

## Leben
Adolph Schramm wurde als Sohn von Kaufmanns Johann Gottfried Schramm und Johanna Elisabeth Goßler in Hamburg geboren.
1861 heiratete Schramm Emilia Scholtz (1835–1908).
Schramm besuchte zunächst das Johanneum trat dann aber bereits 1820 mit 15 Jahren in die kaufmännische Ausbildung bei der Firma Joh. Schuback u. Söhne ein.
1827 reiste er als Gesandtschaftssekretär mit dem Syndikus Karl Sieveking nach Brasilien, wo ein Handelsvertrag mit dem neu gegründeten Kaiserreich geschlossen werden sollte.
In den folgenden Jahren baute er in Brasilien ein Handelsunternehmen, vor allem für Zuckerhandel auf. In späteren Jahren stieg er auch in die Zuckerproduktion ein. Zusammen mit anderen Firmen wirkte Schramm im Rahmen des Hamburger Kolonisations-Vereins an der Gründung der Kolonie Dona Francisca und deren Hauptstadt Joinville mit.
An seinem späteren Sommerwohnsitz in Reinbek stifteten er und seine Frau 1883 ein Erholungsheim für die Grauen Schwestern. Daraus entstand ein Jahr später das St. Adolf-Stift Krankenhaus. Mit seinem Testament stiftete er einen Friedhof in Reinbek, auf dem er in einer eigens errichteten Familienkapelle beigesetzt wurde.